# ایدا هلن اوگیلوی
ایدا هلن اوگیلوی (/ˈaɪdə ˈhɛlən oʊˈgɪlvi/) (۱۲ فوریه ۱۸۷۴ – ۱۳ اکتبر ۱۹۶۳) یک آموزگار و زمین‌شناس برجسته زن در اوایل قرن بیستم بود.

## اوایل زندگی و تحصیلات
ایدا هلن اوگیلوی در نیویورک‌سیتی به دنیا آمد. پدر و مادرش کلینتون اوگیلوی و هلن (با نام خانوادگی پیش از ازدواج: اسلید) اوگیلوی بودند که هر دو هنرمند بودند.
زبان اول او فرانسوی بود و سپس انگلیسی.
او در خانواده‌ای ثروتمند بزرگ شد که ریشه‌های خود را به می‌فلاور بازمی‌گرداند و سفرهای زیادی داشته است. او قبل از تحصیل در مدرسه بریرلی، در مدارس اروپا تحصیل کرد.
او در سال ۱۹۰۰ از کالج برین ماور فارغ‌التحصیل شد و در رشته‌های زیست‌شناسی و زمین‌شناسی تخصص داشت.
در دوران کالج، تابستان‌های خود را در مؤسسه اقیانوس‌شناسی وودز هول واقع در وودز هول، ماساچوست گذراند.
اوگیلوی یکی از اولین دانشجویان فلورانس باسکام بود که نسلی از زنان کالج برین ماور را به حرفه زمین‌شناسی هدایت کرد.
پس از یک سال کار تحصیلات تکمیلی در دانشگاه شیکاگو که با ژئومورفولوژیست رولین دی. سالیزبری همکاری داشت، او در سال ۱۹۰۳ دکترای خود را در دانشگاه کلمبیا دریافت کرد، جایی که مشاور او جیمز فورمن کمپ، متخصص سنگ‌شناسی، بود.

## حرفه و بورسیه
پس از کسب دکترای خود، اوگیلوی در کالج بارنارد استخدام شد، جایی که به‌عنوان مدرس یا مربی خدمت کرد تا اینکه در سال ۱۹۱۲ به مقام استادیار، در سال ۱۹۱۶ به دانشیار، و در سال ۱۹۳۸ به استاد تمام ارتقا یافت.
در پیروی از گام‌های فلورانس باسکام، که برنامه زمین‌شناسی کالج برین ماور را بنیان‌گذاری کرد، استخدام اوگیلوی در کالج بارنارد یکی از معدود برنامه‌های زمین‌شناسی در کالج‌های برجسته زنان را آغاز کرد، همان‌طور که الیزابت اف. فیشر در کالج ولزلی و میگنون تالبوت در کالج ماونت هولیوک چنین کردند.
پایان‌نامه اوگیلوی به نقشه‌برداری زمین‌شناسی از منطقه پارادوکس لیک در کوه‌های آدیراندک نیویورک اختصاص داشت. نقشه‌های پانزده‌دقیقه‌ای برای این بخش از ایالات متحده تازه در دسترس قرار گرفته بود و پایان‌نامه او اولین گزارش منطقه‌ای دربارهٔ سنگ‌های آدیراندک بود که در سال ۱۹۰۵ توسط موزه ایالتی نیویورک منتشر شد.
اوگیلوی مقالاتی دربارهٔ زمین‌شناسی یخچالی و سنگ بستر منتشر کرد. علاقه او به تدریس در مقطع تحصیلات تکمیلی در دانشگاه کلمبیا و نگه داشتن ارتباط خود با آن بخش، ظاهراً موجب تمرکز او بر موضوعات یخچالی شد — زیرا در آن زمان، نبود متخصص یخچالی در دانشکده کلمبیا باعث شد او دوره زمین‌شناسی یخچالی تحصیلات تکمیلی را تدریس کند.
دانشجویان دانشگاه کلمبیا در دوره او در کالج بارنارد شرکت می‌کردند و او اولین زنی بود که در سطح تحصیلات تکمیلی در یک دانشگاه بزرگ زمین‌شناسی تدریس کرد (احتمالاً از سال ۱۹۱۲–۱۹۱۳ شروع شد).
از سال ۱۹۱۷، اوگیلوی در ارتش سرزمین زنان آمریکا مشارکت داشت، تلاشی غیرنظامی برای تشویق مشارکت زنان در کشاورزی در دوران کمبود نیروی کار مرد در جبهه داخلی طی جنگ جهانی اول.
اوگیلوی در ابتدا توسط دلیا وست ماربل، عضو کلوب باغبانی آمریکا، وارد این پروژه شد که این آغاز یک همکاری و رابطه عاشقانه مادام‌العمر میان آن‌ها بود.
ماربل بعدها سرپرست مجموعه زمین‌شناسی بارنارد شد و به‌عنوان یک حضور پرقدرت در بخش یاد شد.
اوگیلوی برای ارتش سرزمین زنان، در سراسر کشور به دانشگاه‌ها رفت تا علاقه‌مندی به این برنامه را ایجاد کند و تقریباً ۱۵۰ زن را در اردوگاه بدفورد، مزرعه خانوادگی ماربل در شهرستان وستچستر، نیویورک، مدیریت کرد.
پس از پایان جنگ، ۲۰ نفر از زنان همچنان در مزرعه خانوادگی ماربل به کار ادامه دادند.
پس از جنگ جهانی اول، اوگیلوی دیگر به‌عنوان پژوهشگر فعال مشغول نبود و تمرکز خود را بر مدیریت مزرعه، تدریس و راهنمایی دانشجویان گذاشت.
او به‌عنوان عضو انجمن زمین‌شناسی آمریکا، انجمن پیشرفت علوم آمریکا، آکادمی علوم نیویورک و چندین انجمن علمی دیگر فعالیت داشت.
اوگیلوی در سال ۱۹۴۱ از تدریس بازنشسته شد.